# قشلاق رحیم (ورزقان)
قشلاق رحیم یکی از روستاهای استان آذربایجان شرقی است که در دهستان دیزمار مرکزی بخش خاروانا شهرستان ورزقان واقع شده‌است.